# 红岩村嘉陵江大桥
红岩村嘉陵江大桥，简称红岩村大桥，位于重庆市渝中区和江北区之间的嘉陵江上，是一座承载公路三纵线“红岩村桥隧项目”和重庆轨道交通5号线的公铁两用双层高低塔斜拉桥。
2020年11月21日，大桥成功合龙。2022年10月28日，大桥正式通车。位於北側引橋公路面之下的轨道忠恕沱站于2023年投入使用。